# Guy Rosa
Guy Rosa est un universitaire français, né le 25 juillet 1945. Il est connu pour ses commentaires et éditions des œuvres de Victor Hugo. Professeur émérite à l'université Paris Diderot, il est également l'administrateur du site du Groupe Hugo de l'université Paris Diderot.

## Biographie
Il est ancien élève de l'École normale supérieure (promotion 1965 Lettres) et agrégé des lettres.

## Publications
- (éd.), Victor Hugo, Histoire d’un crime : déposition d’un témoin, préface de Jean-Marc Hovasse, La Fabrique, 2009.